# JR東日本719系電車
719系電車（719けいでんしゃ）は、1989（平成元）年に登場した、東日本旅客鉄道（JR東日本）の交流近郊形電車。

## 導入の経緯
1980年代後半のJR東日本仙台支社管内普通列車には、主に451・453・455・457系急行形電車が充当されていたが、以下の問題があった。
- 車両は1両あたり客用扉が端部2か所設置の上に客室・デッキ間に仕切りがあり、座席はクロスシート主体であったことから、ラッシュ時の混雑に対応しにくくアコモデーションが陳腐化していた。
- 最低の編成組成が3両となることから柔軟な輸送力調整に難点があった。
- 1960年代前半に製造された451・453系は老朽化が深刻化していた[3]。

以上の問題を改善する目的から開発されたのが本系列である。
その後、山形新幹線運転開始によって標準軌化された奥羽本線福島 - 山形間の普通列車用として、一部仕様変更をした5000番台が導入された。

## 構造

### 車体
211系を基本とした半自動機能付き片側3扉のステンレス車体であるが、側面窓配置は211系と異なり扉間窓は大型3枚、戸袋窓は乗務員室と前位扉間と制御車トイレ隣にのみ設置。また室内からの展望に配慮して、前面貫通扉と運転室助士席側の窓を下方に拡大した。パンタグラフ設置部は、仙山線の狭小トンネル区間に対応するため低屋根構造としている。
クモハ719形 (Mc) + クハ718形 (Tc') の2両編成を基本とし、最大8両編成まで併結が可能である。分割・併合を容易にするために自動解結装置ならびに電気連結器を装備するほか、E721系と併結し相互に救援が可能である。

### 電源・制御方式
JR九州の713系電車で実績のあるサイリスタ連続位相制御を採用し、4基の直流主電動機を直列で制御する。本方式は直流電気車に見られる抵抗制御とは異なり、衝動のない滑らかな加速が可能で電力の損失も小さい利点がある。また、電圧の制御幅が広いことから、電動機の端子電圧を高く取ることができ、1個あたり130キロワットの定格出力を得ている。
本系列では主回路電機子の2分割サイリスタブリッジと界磁制御用サイリスタブリッジを個別に配置する他励方式（分巻方式）を採用した。 通常の電車に用いられる直流電動機は、電機子と界磁を直列に配置する直巻整流子電動機が用いられるが、本系列では電機子と分巻界磁を個別に連続制御し、回生ブレーキの使用を可能とする構成である。ただし、起動から力行に至る特性では直巻方式が有利であるため直巻電動機と同様の特性を持つように界磁側を制御する（直巻制御）。
制御用に16ビットマイクロコンピュータを搭載しており、力行時は直巻制御するほか界磁独立制御により35%弱め界磁 ・回生ブレーキ・抑速ブレーキの制御を行う。
主回路の整流装置はダイオードを併用しない全サイリスタとしており、回生ブレーキ使用時にはモーターが発する直流を交流に変換するインバータとして動作する。

### 設備
座席配置はセミクロスシートだが、クロスシート部分は集団見合い型の配置である。シートピッチは4人掛けの区画が1,490mm、2人掛けの区画が845mm。集団見合い型の固定式座席にすることで、転換式の標準寸法（910mm）よりもシートピッチを詰めて配置した。
車内は淡いクリーム色の化粧板、あずき色の座席モケット、薄茶色の床材（5000番台車はクリーム色）という暖色系カラースキームを採用。また、従来仙台地区で運用されていた417系や717系0・100番台と同様に乗降口脇にガラス製風防が設置される。
トイレは和式がクハ718形連結面寄りに設置される。

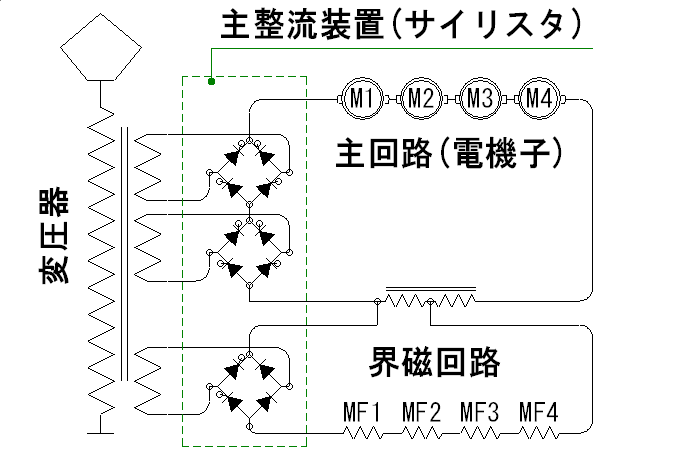
サイリスタ連続位相制御による回路構成。電機子と界磁を個別に制御する他励方式で回生ブレーキが使用可能。

## 番台別概説
※本項では落成順に解説を行う。

### 0番台
仙台支社（現・東北本部）管内（東北本線・利府線・仙山線・磐越西線・常磐線）用に全車東急車輛製造が新製した番台区分。仙台車両センターに2両編成42本計84両が配置され、H-1 - H-42の編成番号が付与された。
本番台区分は以下の特徴を持ち落成した。
- 台車は485系の廃車発生品からDT32形・TR69形を再利用。
- 駅ホーム高さが低い路線で運用されるために客用扉にステップを設置[1]。
- 車体帯色は上から赤+白+緑15号。
- 車両前面方向幕は字幕式、側面はLED式　列車番号表示機はマグサイン式[3]。
- 集電装置はPS16系菱形パンタグラフでこちらも廃車された485系からの再用。
- 保安装置はATS-SNを搭載。

また運用開始後に以下の機器追加搭載・変更を施工した。
砂撒き装置
- 仙山線 作並駅 - 山寺駅間に介在する急勾配区間で空転を発生させ退行する事例が相次いだため1991年増備車H-32 - H-42編成は落成時より設置、なお、他の編成は改造で搭載。

つり革
- 後述する5000番台ともに優先席付近のつり革をE721系と同等の△黄色タイプへ交換。

パンタグラフ
- スリ板は当初の交直流用4列から舟体ごと交流用2列に交換。
- H-10 - H-18・H-26・H-28編成はシングルアーム式へ換装ならびにスカートを5000番台と同形状の排雪性能を強化したタイプへ換装。

ATS
- 2003（平成15）年末までに郡山工場（現・郡山総合車両センター）でATS-Psに換装。

停車駅通過防止装置
- 仙山線・磐越西線運用車に搭載。
  - 同装置は仙台車両センター宮城野派出所所属仙石線用205系同様に運転席右側に設置。駅接近時に停車・通過判別を表示する[注 3]。列車現在地検知は台車に装着されたセンサーで走行距離をカウントするもので空転した場合の距離検知誤差を手動補正する機能を内蔵する。

磐越西線運用車（H-10 - H-15編成）
- 側面帯を赤色と黒色に、正面は黒帯のみとし、正面貫通扉・客用扉横に福島県会津地方のマスコットキャラクター「あかべぇ」のステッカーを貼付。

秋田転属車（H-10・H-13編成）
- 側面帯を秋田地区の701系と同じマゼンタ色に塗装変更。正面の黒帯は変更なし。
- 「あかべぇ」のステッカーを撤去。
- 列車番号表示機の使用停止。

当初より0番台の全編成がワンマン運転に非対応であり、ワンマン運転対応の701系電車が仙台地区に導入されると本系列は2編成を連結した4両以上での運用が基本となったため、2007（平成19）年以降の定期ダイヤでは2両編成での運転は磐越西線でわずかに行われる程度であった。また4両以上での運転が基本とされたこともあり連結させた中間の運転台の機能を停止させて実質的な4両固定とした編成も存在した。
本形式はオールステンレス車のため車体の劣化は少ないものの、乗降時におけるステップに段差がありバリアフリーに対処できないこと、制御機に採用されているサイリスタ連続位相制御は採用例が少なく、国鉄時代製造の台車や機器の老朽化によって保守部品の調達が困難になったことなどから、2016（平成28）年度よりE721系1000番台に置き換えられることとなった。2019（令和元）年10月1日時点では、仙台車両センターにH17・H19・H20・H41の4本、秋田車両センター（現・秋田総合車両センター南秋田センター）にH10・H13の2本の計12両が配置されていた。2020（令和2）年3月14日ダイヤ改正で定期運用から離脱し、秋田車両センターの2本は同年3月14日付、仙台車両センターのH17・H41は同年5月9日付、H20は同年5月15日付、H19は同年6月1日付で、それぞれ廃車され、0番台は全て運用離脱し廃車となった。

H40のみ廃車後も解体されず、それまで使用されていた417系K4編成に代わって東北本部総合訓練センターの訓練車に転用された。

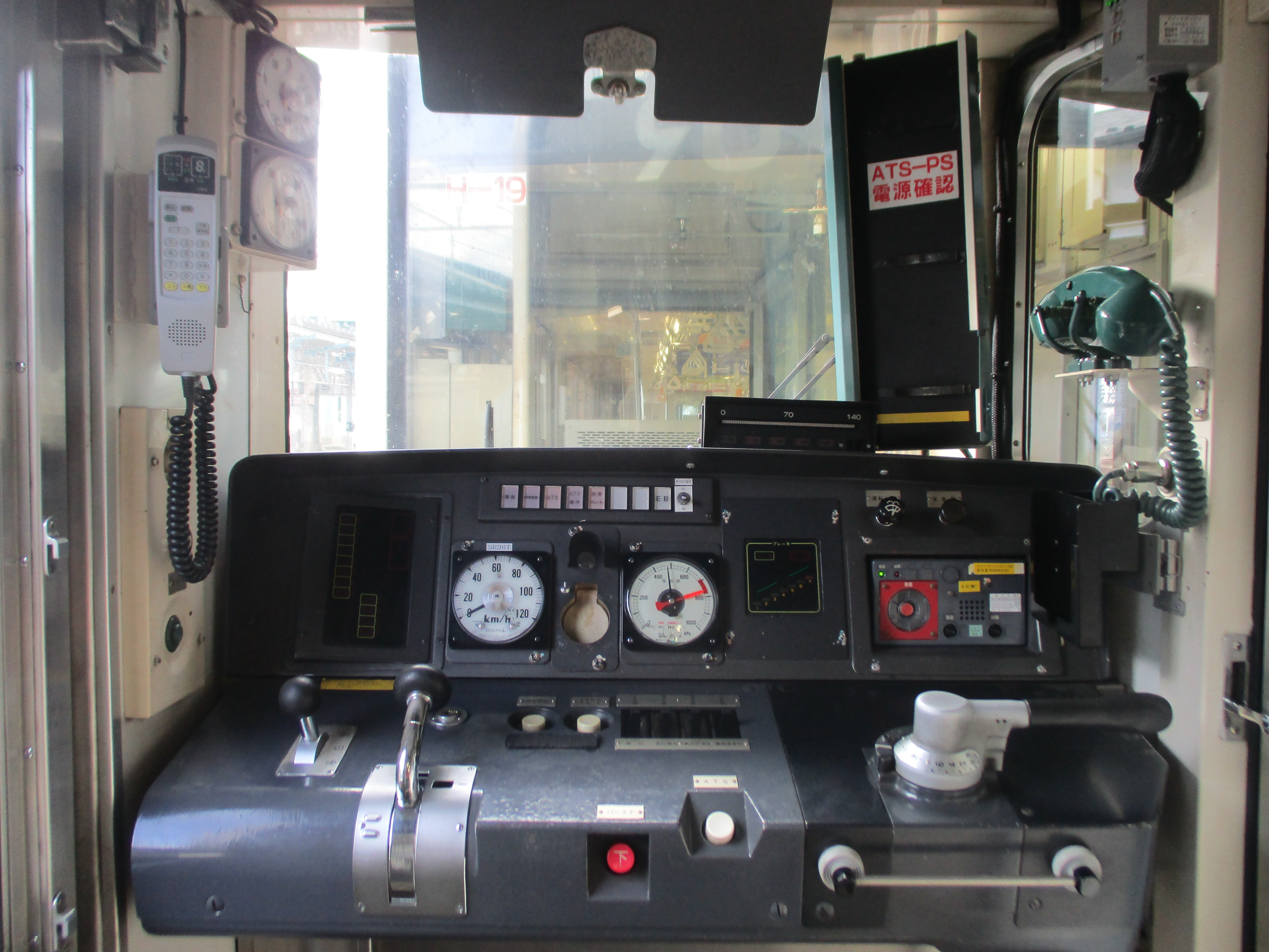
719系0番台の運転台
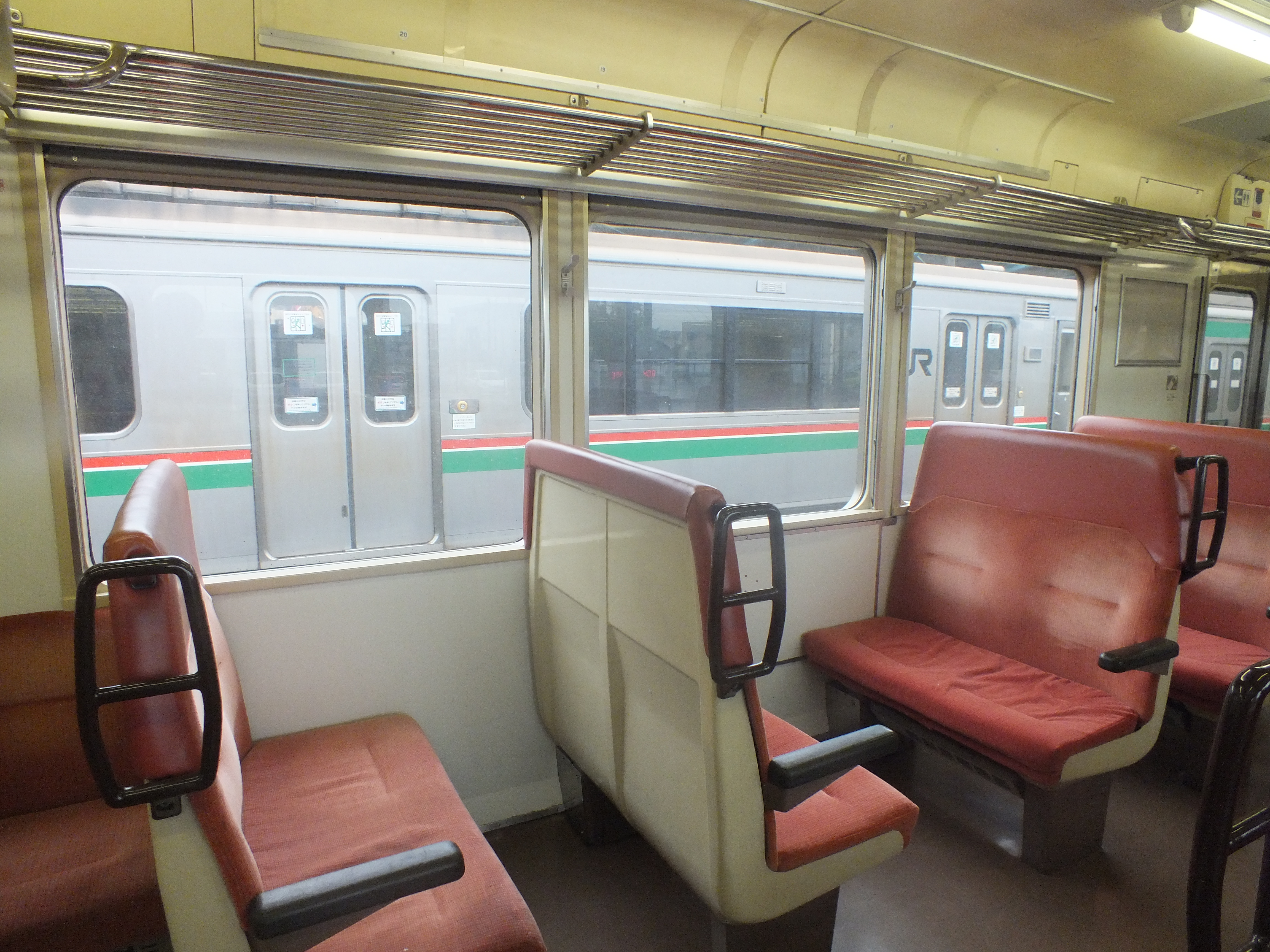
集団見合い型シート
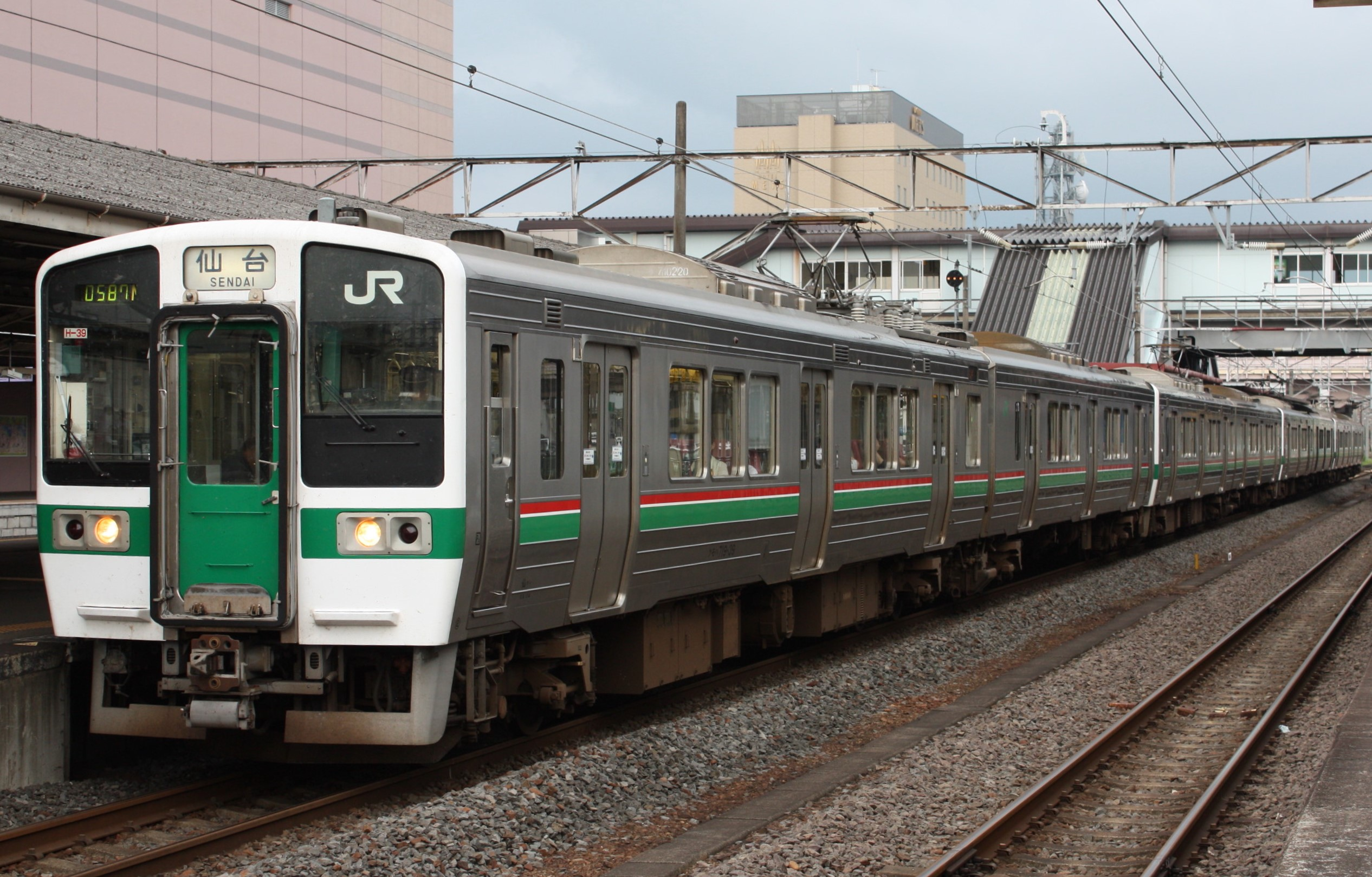
0番台 標準色未更新車
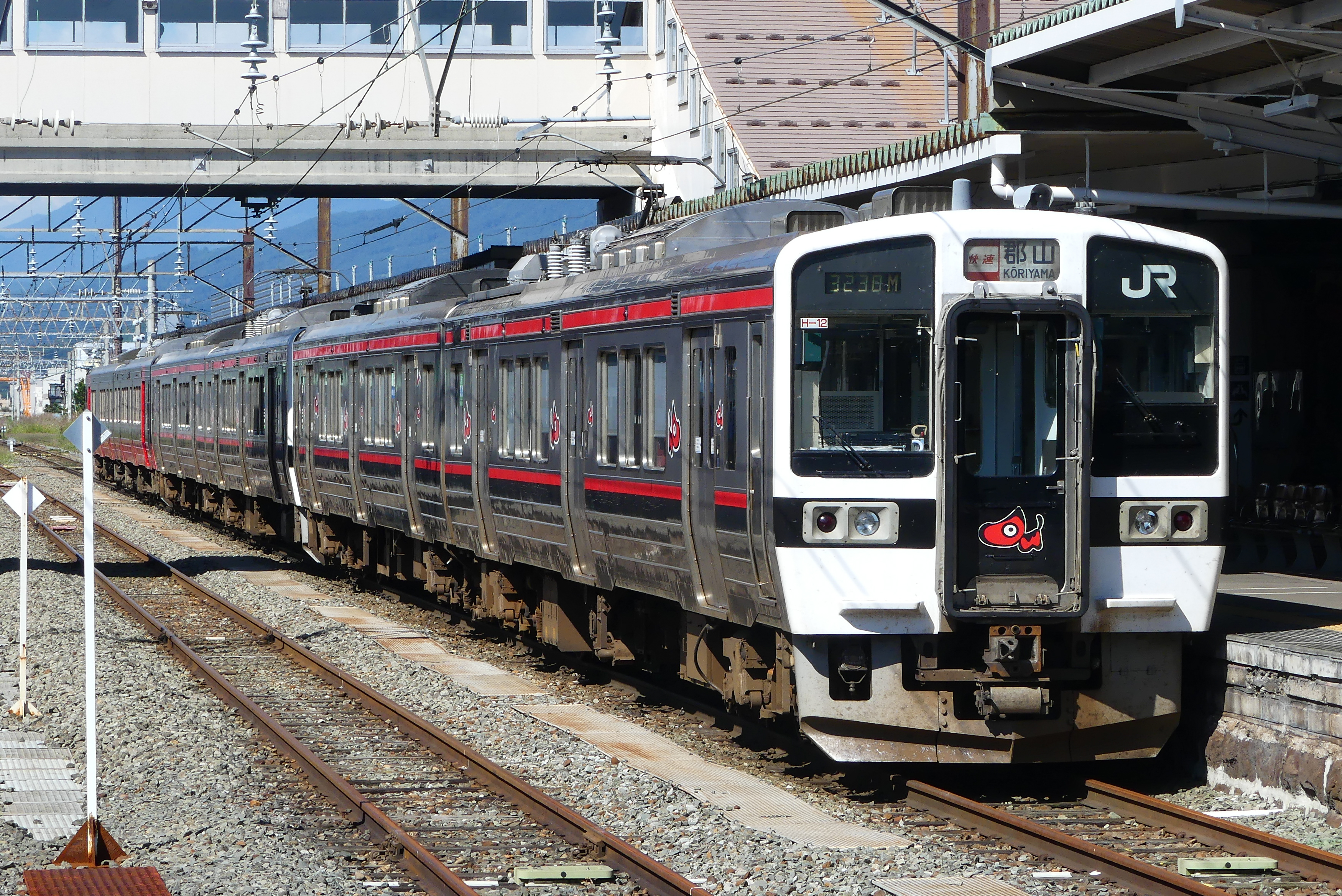
0番台 磐越西線仕様パンタグラフ・スカート交換車
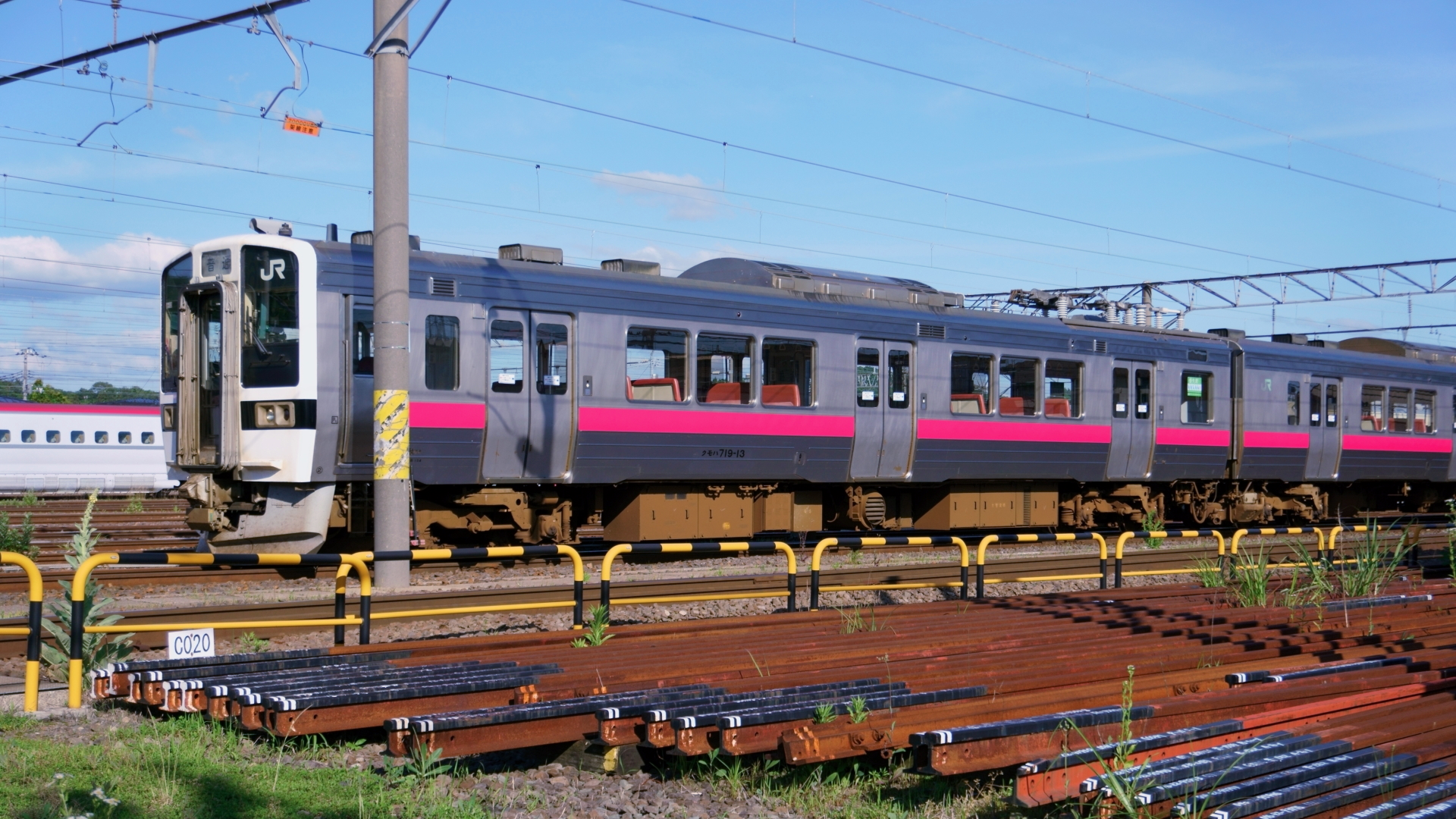
0番台 秋田仕様
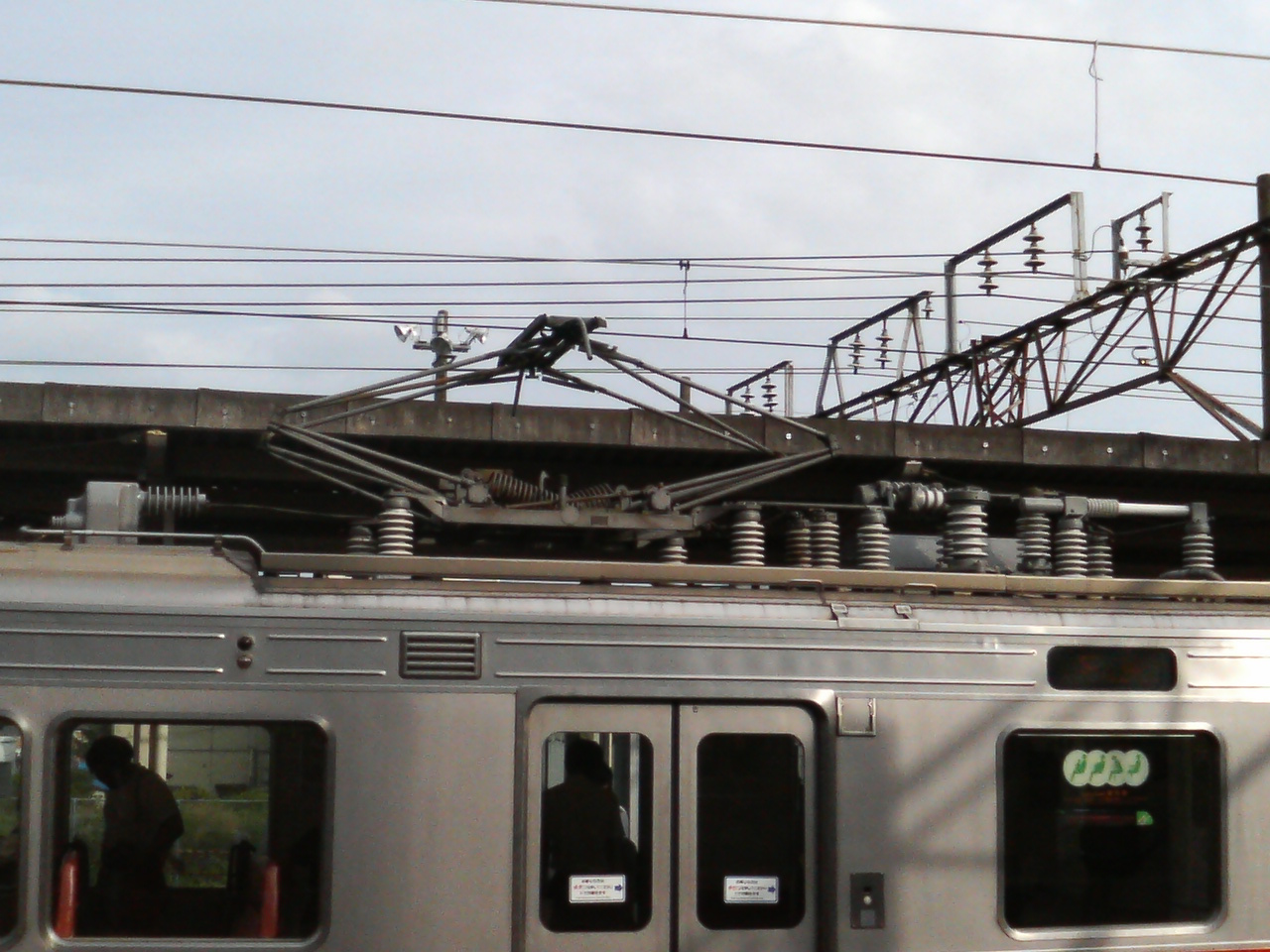
PS16系パンタグラフ
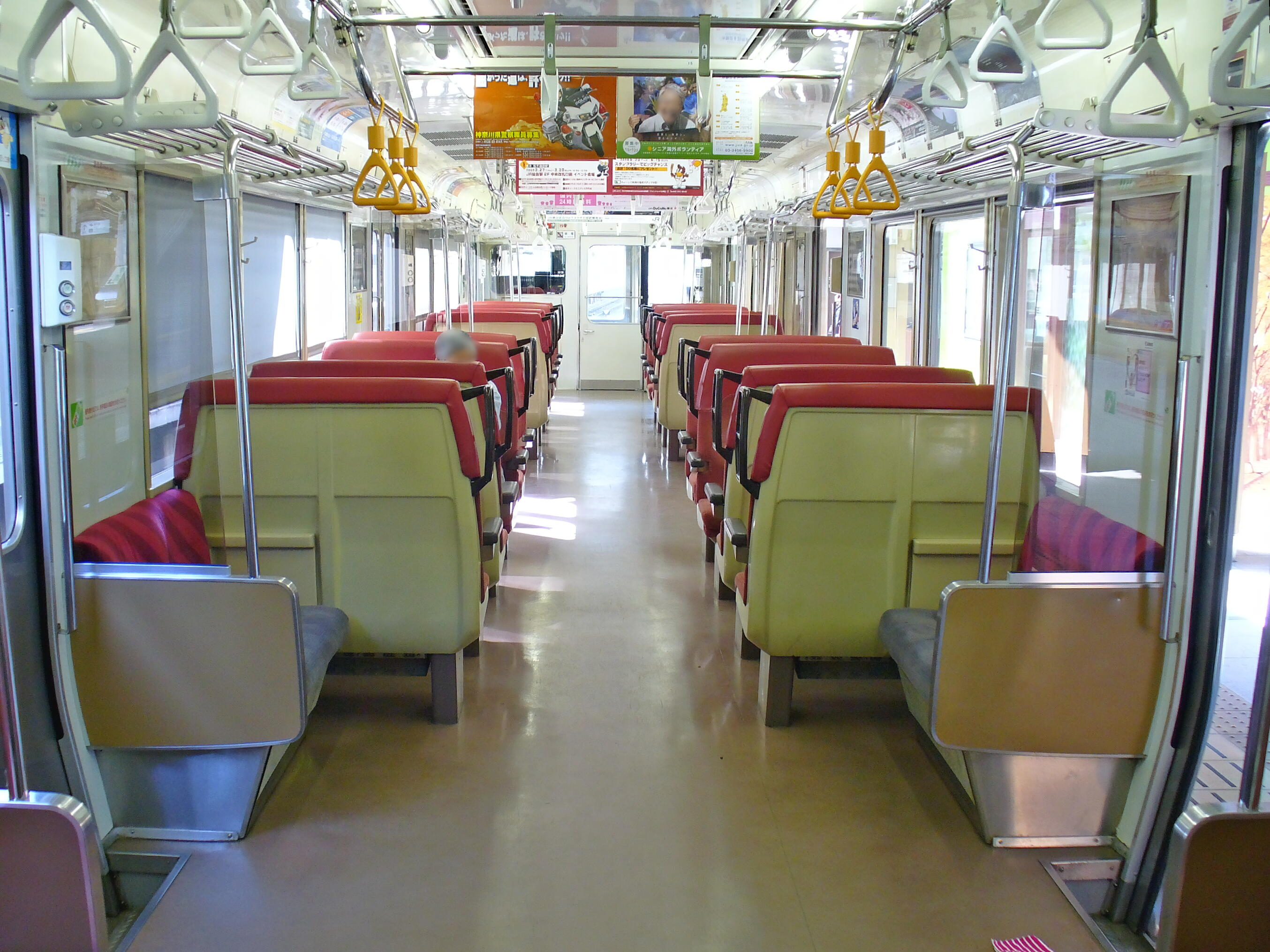
客室
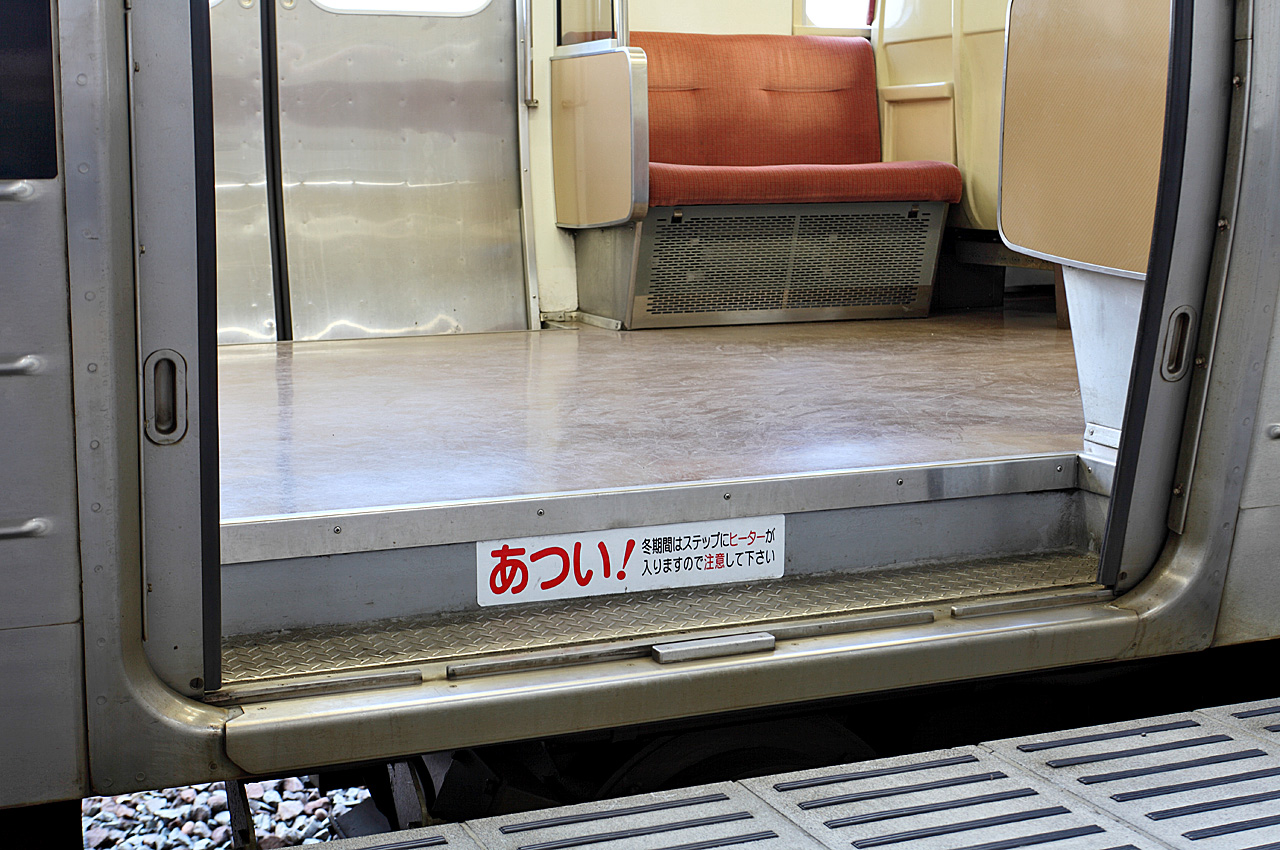
ステップ
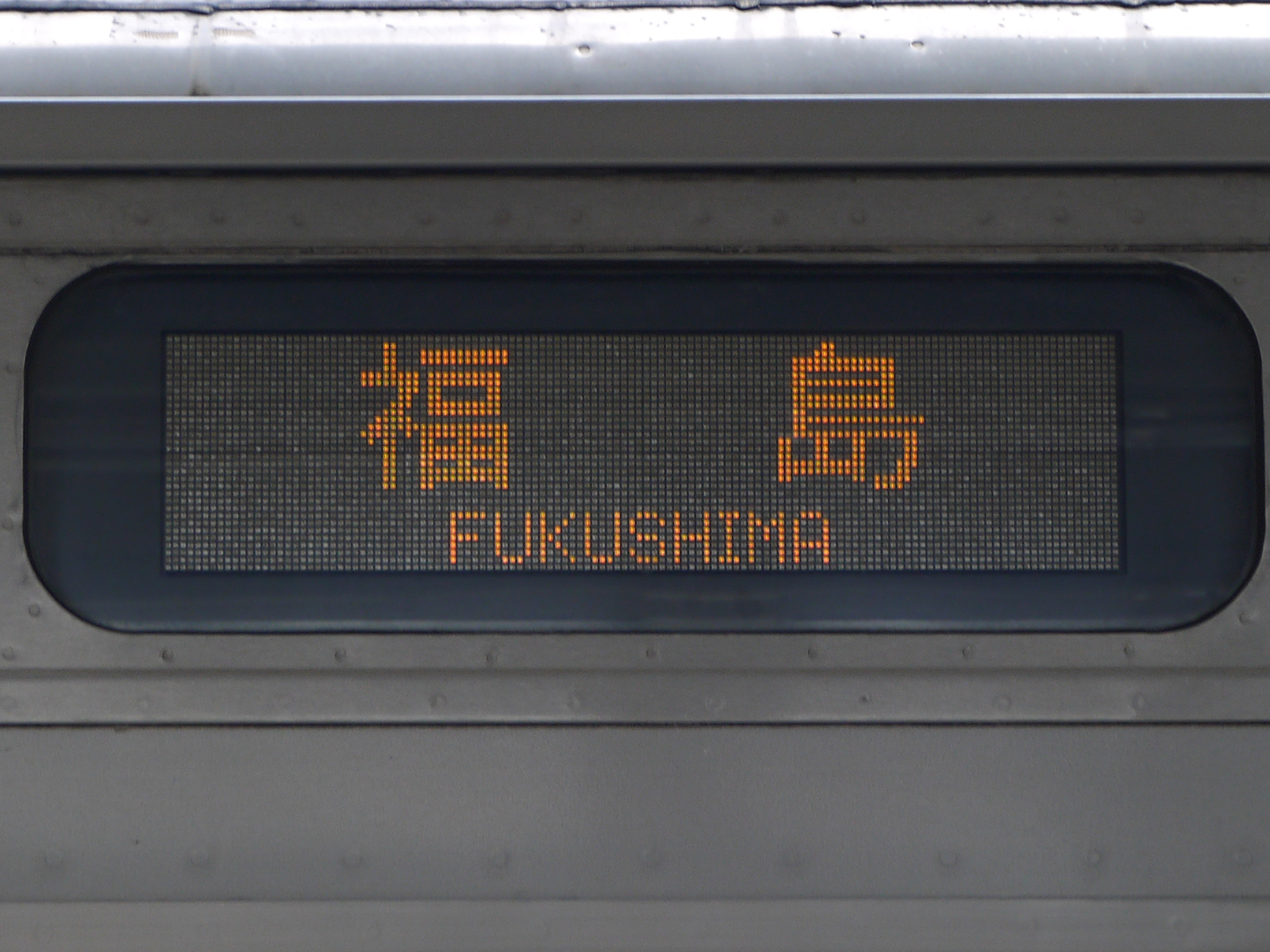
LED式側面行先表示器

### 5000番台
奥羽本線標準軌区間（福島駅 - 新庄駅間・通称：山形線）普通列車用でJRグループ初の在来線標準軌車両としての番台区分。1991（平成3）年に日本車輌製造で2両編成12本計24両を新製。山形車両センター（現：山形新幹線車両センター）に配置され編成番号Y-1 - Y-12が付与された。
0番台に対して以下の相違点がある。
- 新品の標準軌用ロールゴム軸箱方式ボルスタレス台車 DT60形・TR245形を装着[5][4]。
- パンタグラフを下枠交差式に変更[1][5]。
- 客用扉ステップは未設置[5]。
- 車体帯色は上からオレンジ（紅花色）+白+緑15号[5]。
- 緊急停止装置（EB）ならびに緊急列車防護装置（TE）を搭載。
- 保安装置はATS-Pを搭載[5]。

2002（平成14）年以降はパンタグラフをシングルアーム式に換装ならびにスカートが排雪性能を強化した形状に変更されたほか、Y-1 - Y-6編成はワンマン運転対応改造を施工。運賃箱・運賃表示器・整理券発行器・自動放送装置・ドアチャイムなどの関連機器が搭載され、運転席・助士席直後の座席を撤去した。

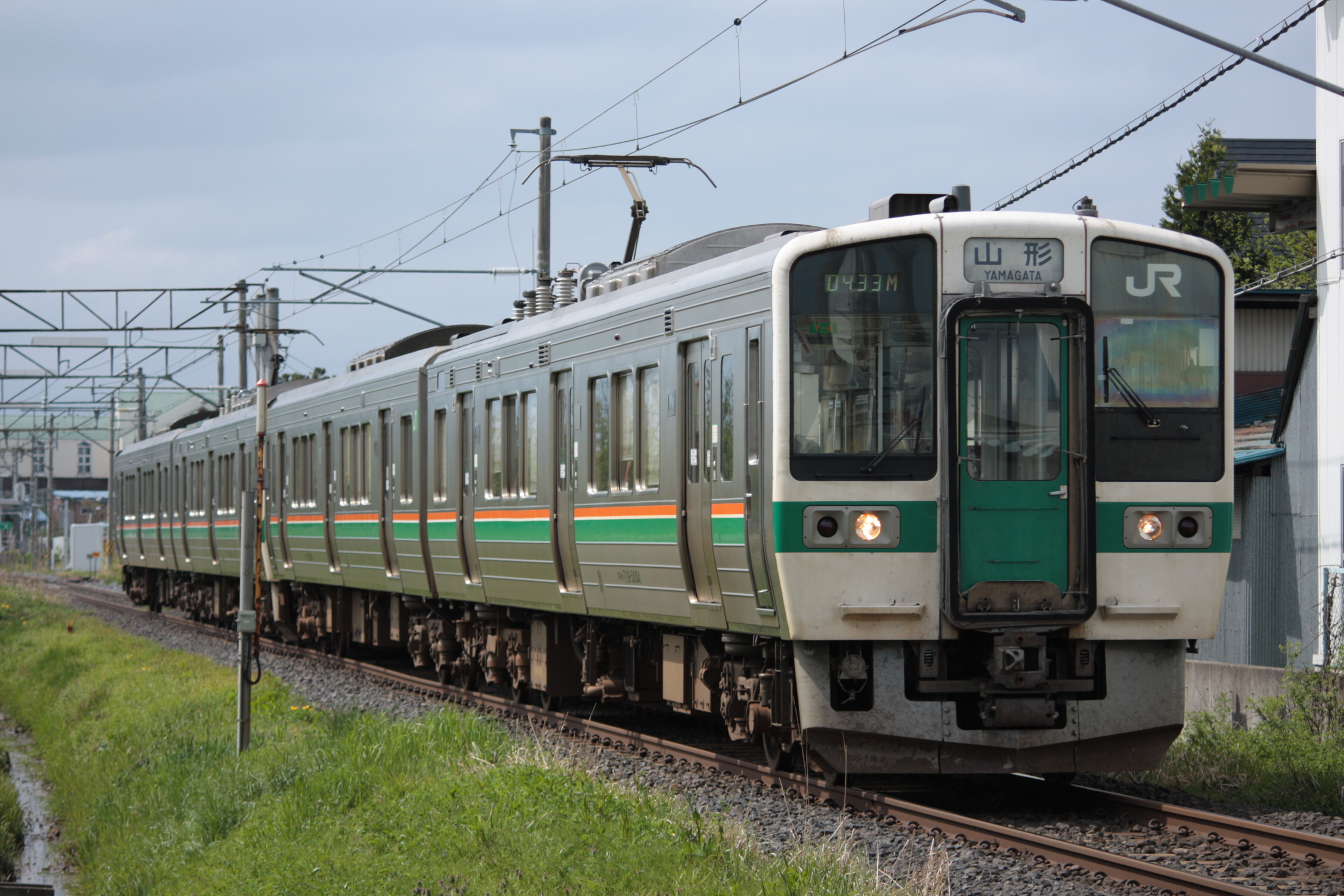
719系5000番台
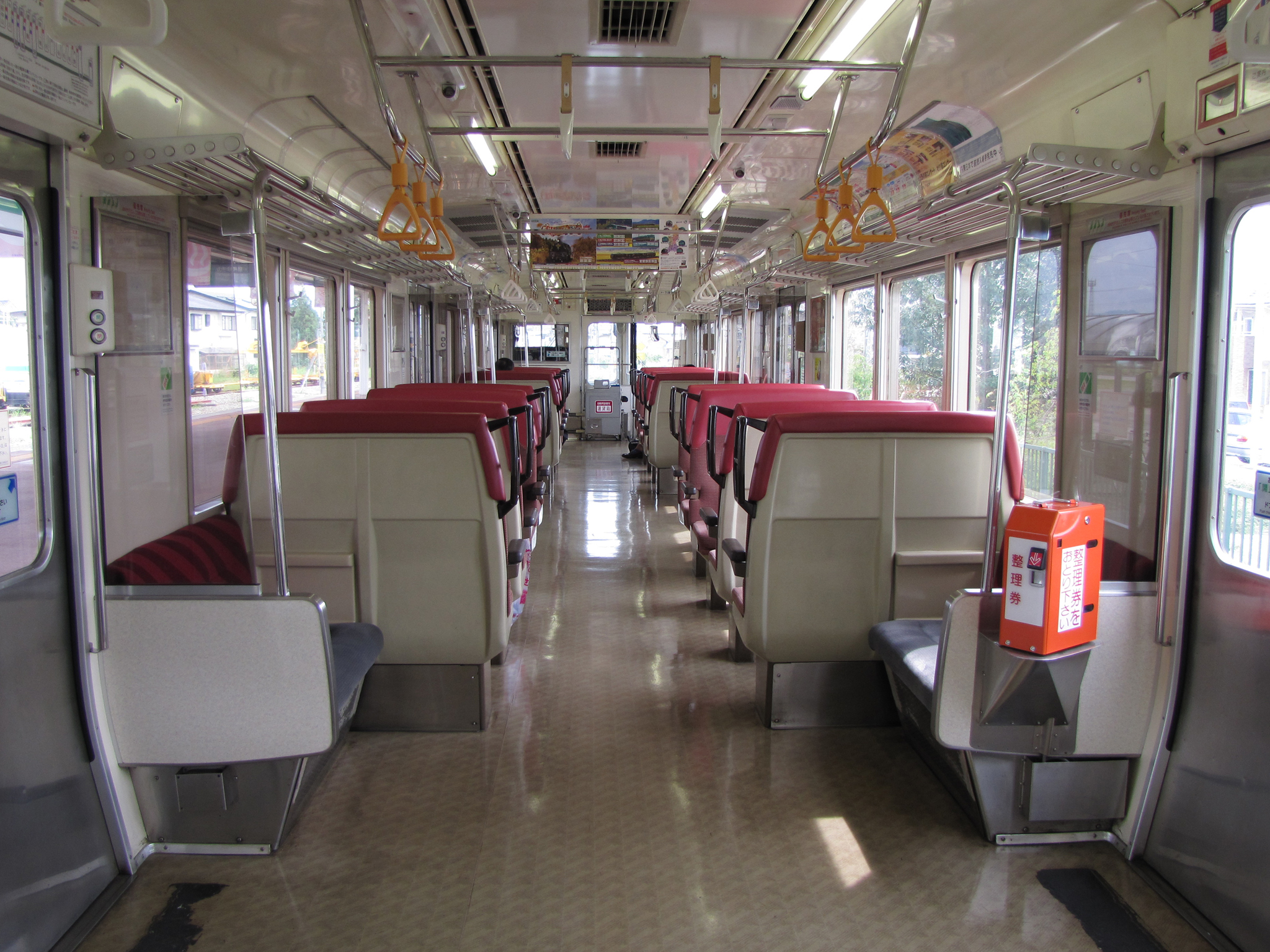
車内

### 700番台「フルーティア」
コンセプトを「走るカフェ」としたレストラン列車「フルーティアふくしま」へ充当させるため0番台H-27編成に郡山総合車両センターで2014（平成26）年に施工した改造による番台区分である。2015（平成27）年に実施された福島デスティネーションキャンペーンに合わせて、同年4月25日より運転を開始した。
改造後も引き続き仙台車両センターに配置されるが、編成番号はS-27に変更された。またカフェカウンター車となるクシ718形制御全室食堂車の形式記号「クシ」は日本国有鉄道（国鉄）を通じても初となる形式記号である。
- クモハ719-27+クハ718-27→クモハ719-701+クシ718-701
- 車両老朽化により2023（令和5）年12月24日をもって運行終了[14][15]。
- 2024（令和6）年2月27日付で郡山総合車両センターにて廃車・解体された。

#### 施工内容
車体
- 塗装変更。
- 側面客用扉3箇所のうち、運転席寄り1箇所を残して埋込。さらに隙間から雪の侵入を防ぐ対策を施工。
- クモハ719形のパンタグラフをシングルアーム式に換装。
- 客用扉埋め込みによるドアステップ廃止に伴い台枠形状を変更[13]。

車内
- 内装を明治・大正時代の近代建築ならびに会津漆器の質感を基本としたデザインに変更。
- 連結面貫通扉を自動化。

- クモハ719-701(Mc 座席車)は以下の仕様変更を実施[13]。
  - 4人掛けボックスシート6組・2人掛けボックスシート4組・1人掛けシート4席の座席定員36名へ変更。
  - 乗務員室後部に荷物置場を設置。
  - 後位側車端部にフリースペースとベンチを設置。
  - 消費電力を約30%削減したLED照明を採用。

- クシ718-701(Tdc カフェカウンター車)は以下の仕様変更を実施[13]。
  - 車体左側に天板を人工大理石としたカフェカウンターを設置。
  - カウンター後位側にカウンター席6席を設置。ただし定員は0名である。
  - 車内照明は間接式ならびにダウンライトを採用。
  - トイレは温水洗浄便座付き洋式に交換の上で新たにパウダールームを設置。

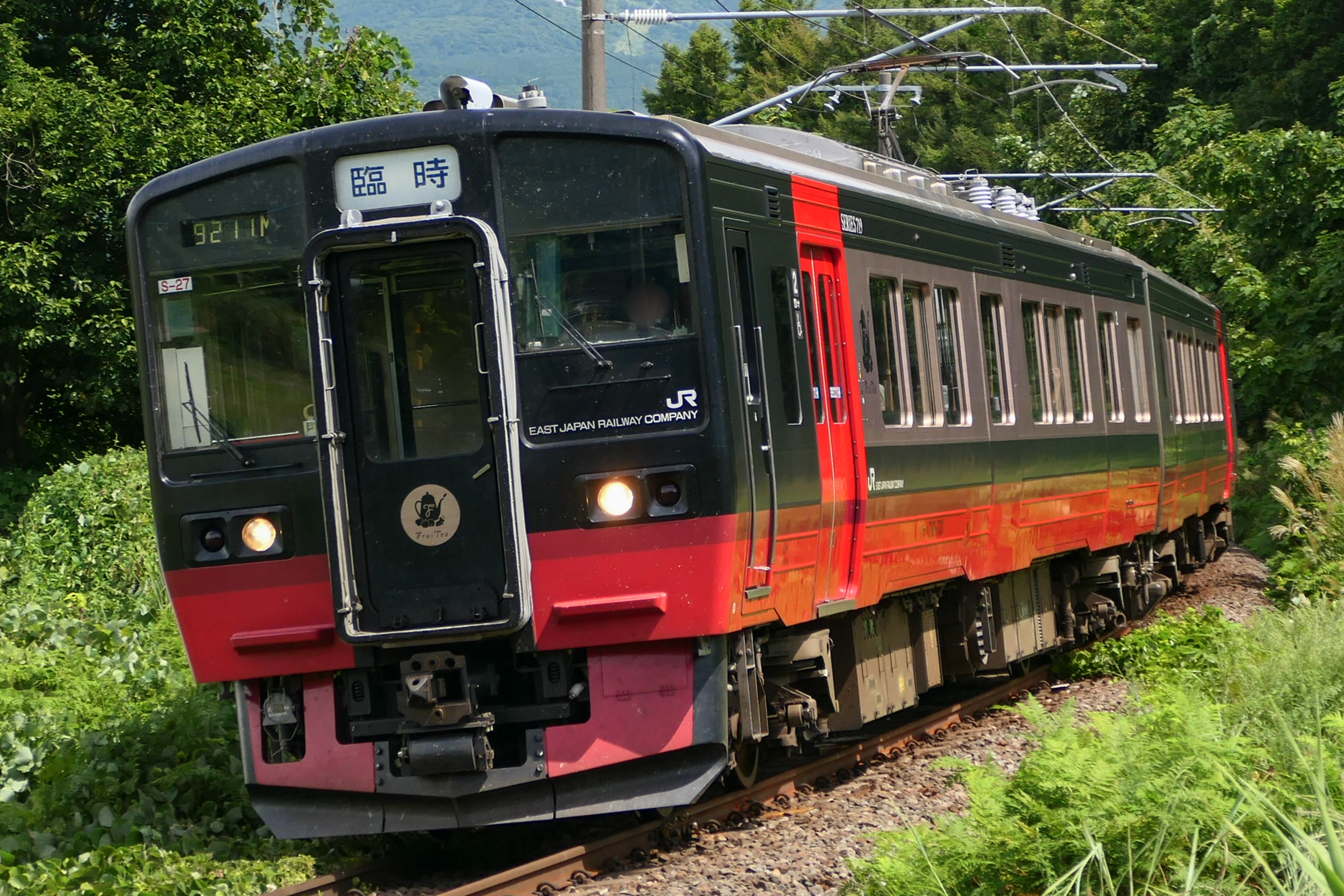
S-27編成（フルーティア）
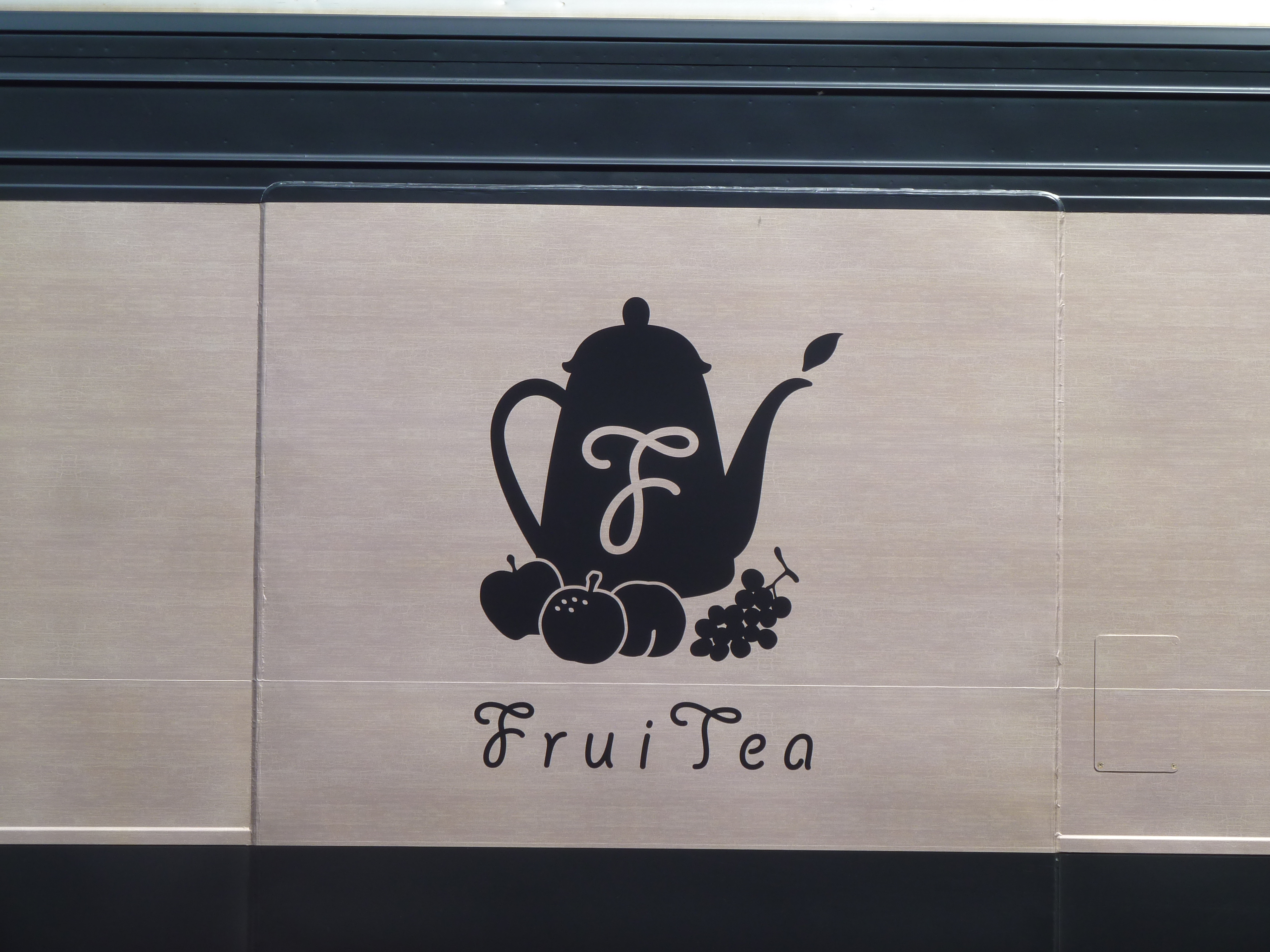
ロゴ
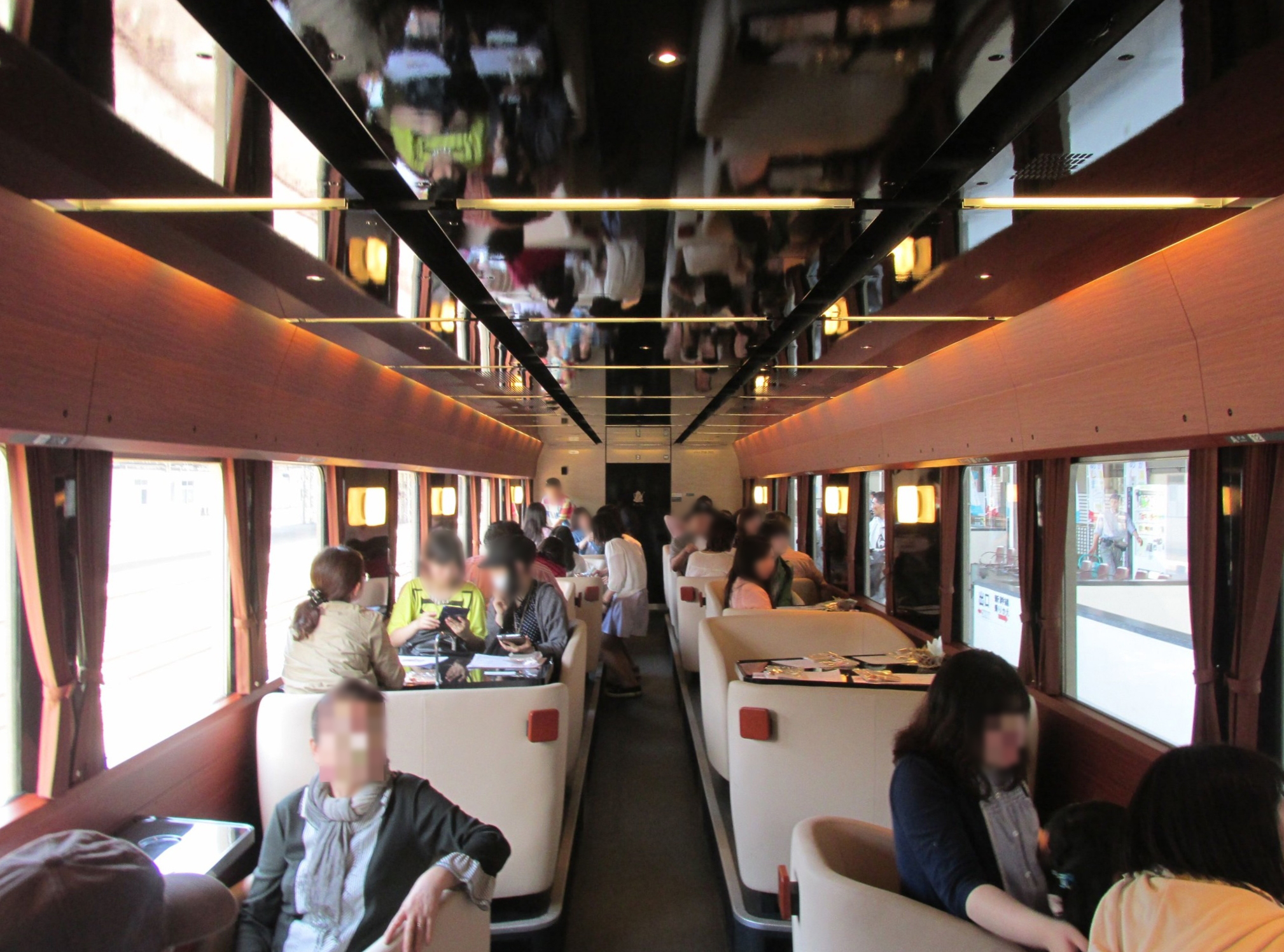
クモハ719-701　車内
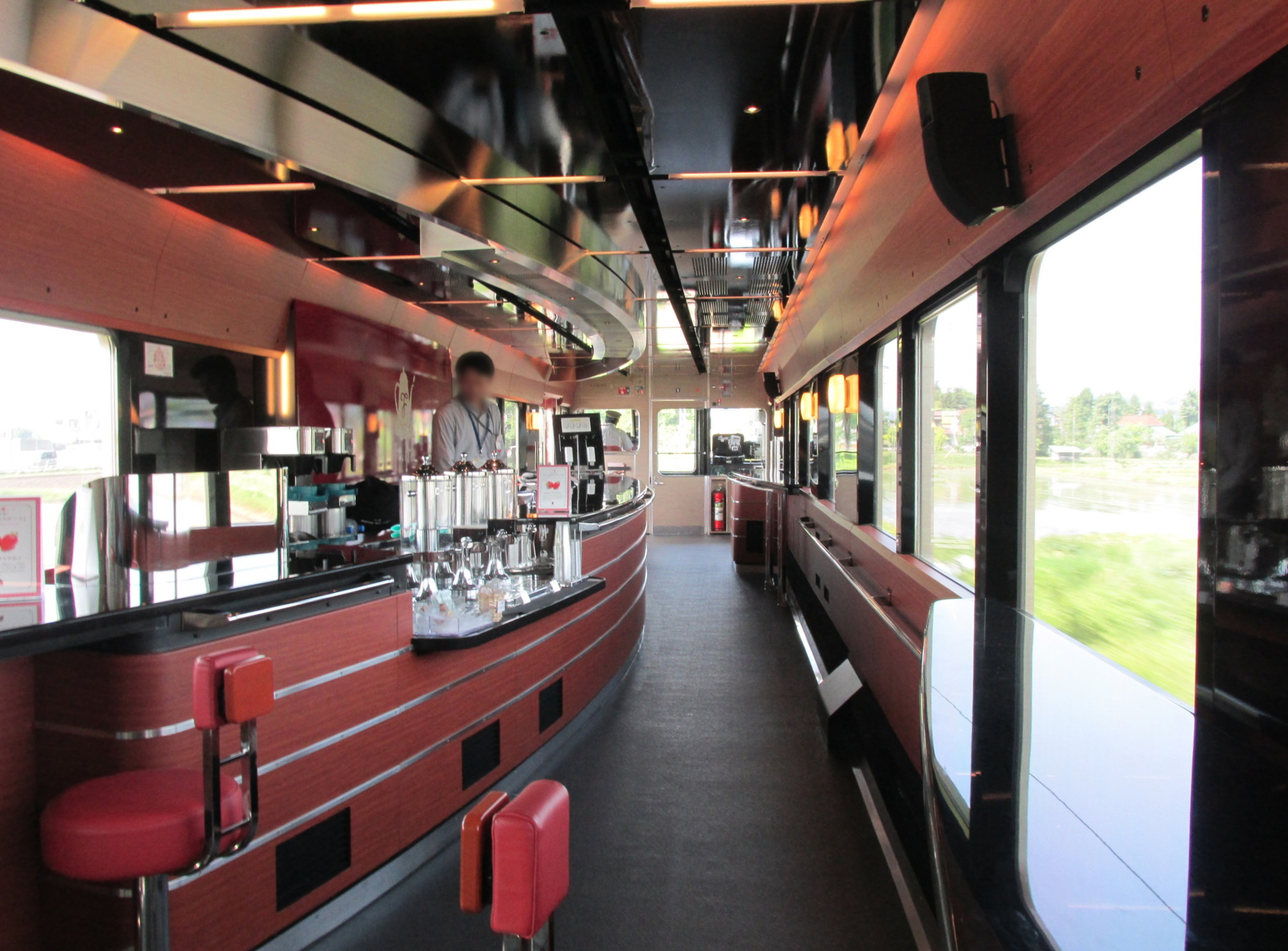
クシ718-701 車内

## 運用

### 仙台地区
- 東北本線（黒磯駅 - 平泉駅間）
  - 仙台支社(現東北本部)車両による普通列車の運用範囲となる黒磯駅 - 一ノ関駅間の普通列車と快速仙台シティラビットで定期運用された。一ノ関以北の盛岡支社管内では、1990年代初めに岩手県西磐井郡平泉町で開催される春の藤原まつり臨時列車へ充当された実績がある[注 5]。
  - 東北本線内完結の運用はE721系1000番台の投入に伴って2018（平成30）年3月17日のダイヤ改正で終了したが、新たに後述の常磐線直通列車に運用されることになった。これも2020（令和2）年3月14日ダイヤ改正で終了し、東北本線・常磐線ともに全ての719系による定期運用は消滅した。
- 仙山線（仙台駅 - 山形駅間）
  - 2013（平成25）年3月16日ダイヤ改正でE721系に置換えられて撤退した。
- 常磐線（浪江駅 - 岩沼駅 - 仙台駅間）
  - 仙台地区への新製配置後、長らく定期運用は設定されていなかったが、東日本大震災後の2012（平成24）年3月17日ダイヤ改正で勾配に強いE721系が仙山線で集中的に運用されるようになったことに伴う代替処置として亘理 - 仙台間で運用を開始した。その後は復旧区間の延伸につれて運用区間が順次拡大され、2016年12月の相馬 - 浜吉田間復旧後は山下まで運用されていた。E721系1000番台の投入に伴い、2017（平成29）年3月4日のダイヤ改正で一旦撤退した。
  - 2018（平成30）年3月17日のダイヤ改正からは常磐線全線復旧までの暫定運用として、浪江 - 原ノ町間[注 6]の普通列車で運用され、入出庫を兼ねた浪江 - 仙台間の列車も1往復設定されていた。
  - 2020（令和2）年3月14日のダイヤ改正の常磐線全線復旧に伴い、原ノ町駅を境にE531系と701系・E721系に運用が分割される形となり、本形式の使用は終了した。

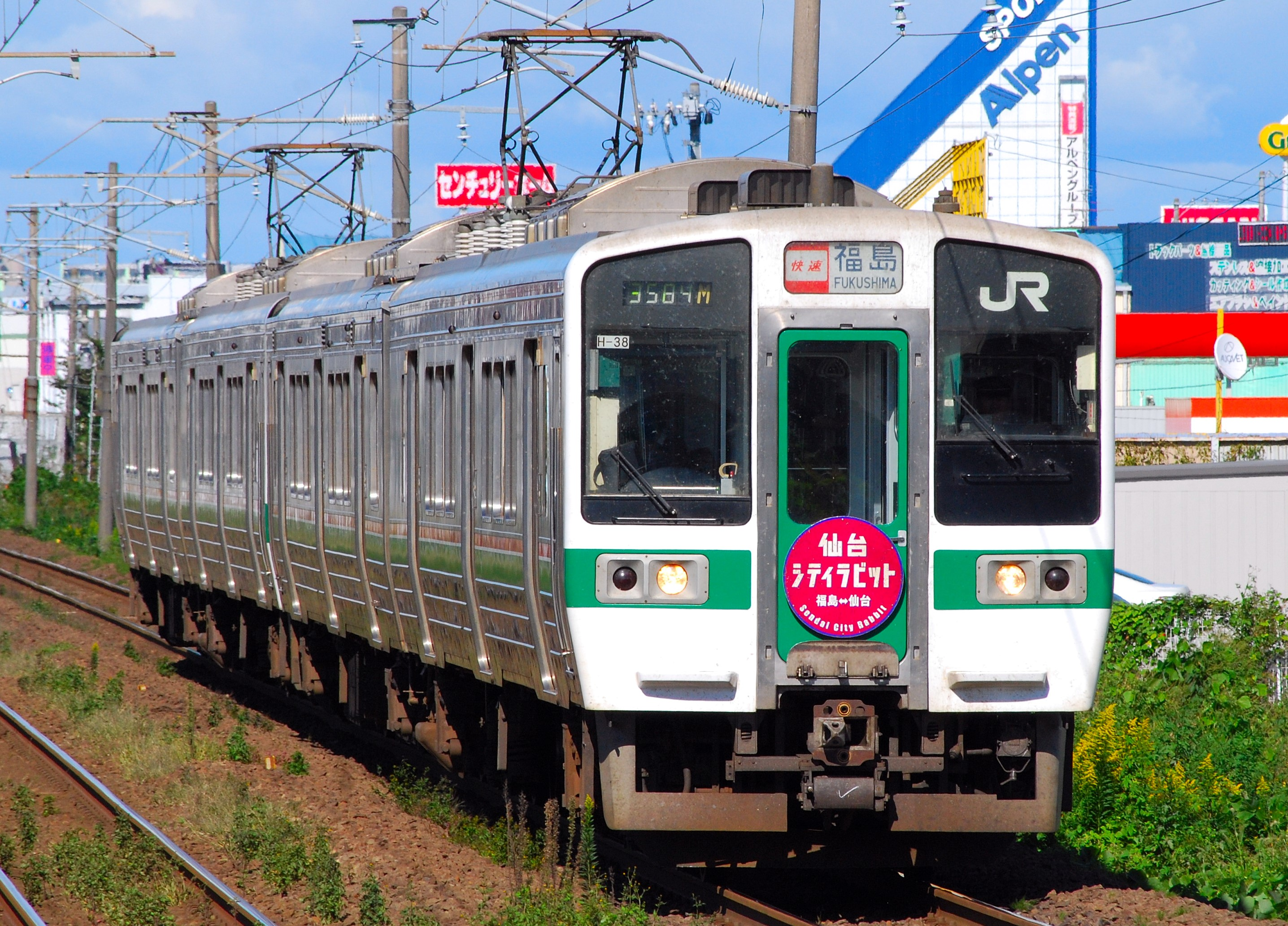
快速仙台シティラビット。専用のヘッドマークを掲げていた。
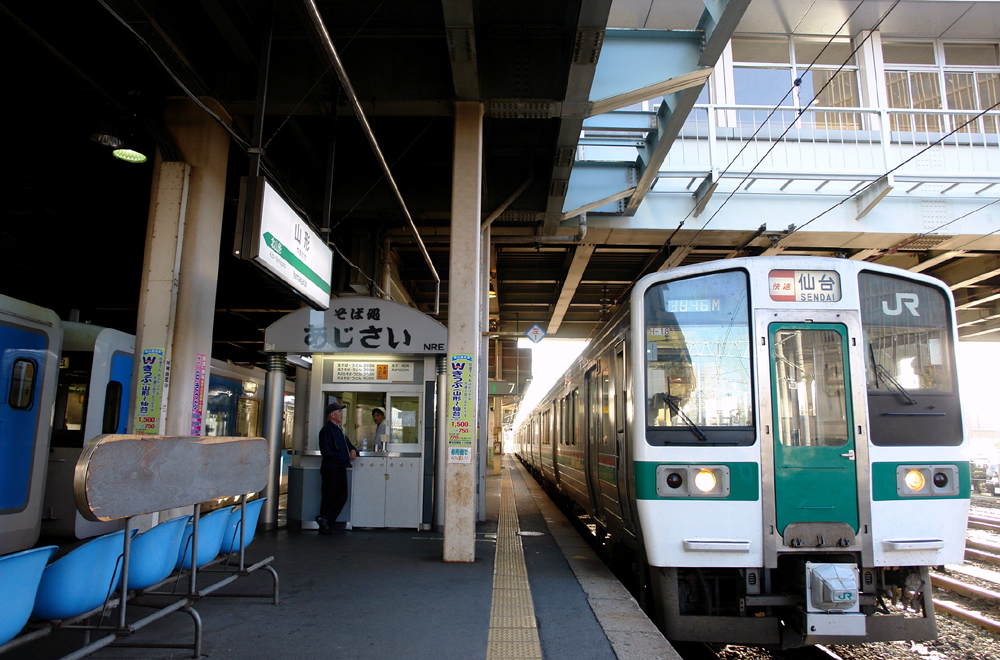
山形駅に停車中の719系の仙山線快速列車。
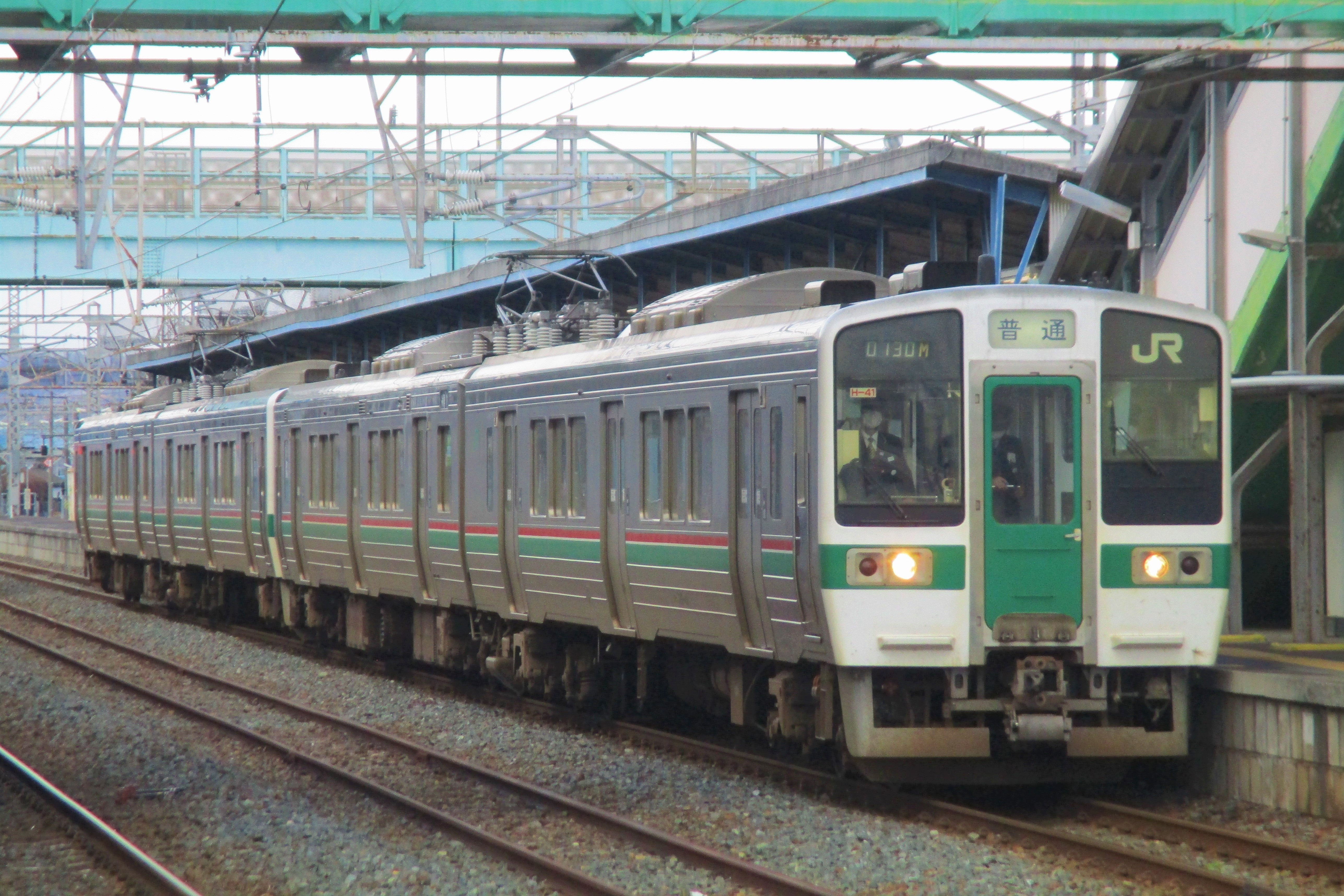
原ノ町駅停車中の719系常磐線普通列車。

### 奥羽本線福島口（山形線）
- 山形線（奥羽本線）: 福島 - 新庄
  - 標準軌の5000番台が普通列車で運用されている。
  - 山形新幹線開業に伴う標準軌への改軌以前には、1991（平成3）年のわずかな期間に50系客車の運用を置き換える形で0番台が臨時快速「かもしか」と普通列車で使用されていた[注 7]。

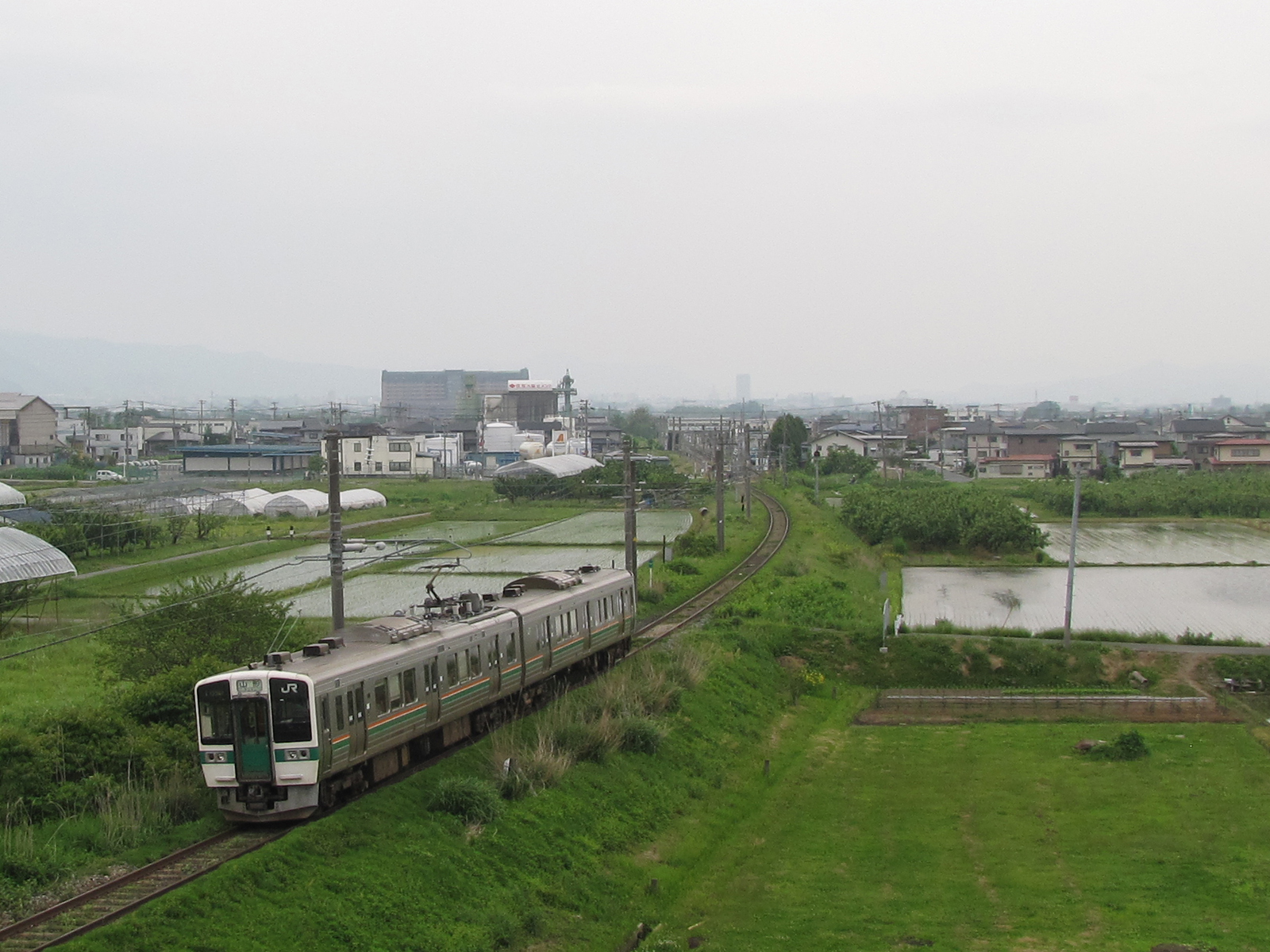
山形線漆山～高擶間を走行中の719系

### 磐越西線
- 磐越西線（郡山駅 - 喜多方駅間）[17]
  - 2017（平成29）年3月4日のダイヤ改正で会津若松 - 喜多方駅間の列車がE721系に置換えられて運用を終了した。
  - 2018（平成30）年まで「フルーティアふくしま」と併結の快速列車運用（3往復）に使用されていたが、2019年ダイヤより「フルーティアふくしま」が単独運行化されたため終了した。
  - 2019（令和元）年6月よりE721系の車両不足のため、仙台車両センター所属のH-4・H-15編成が定期快速列車の代走を行っていた[18]。

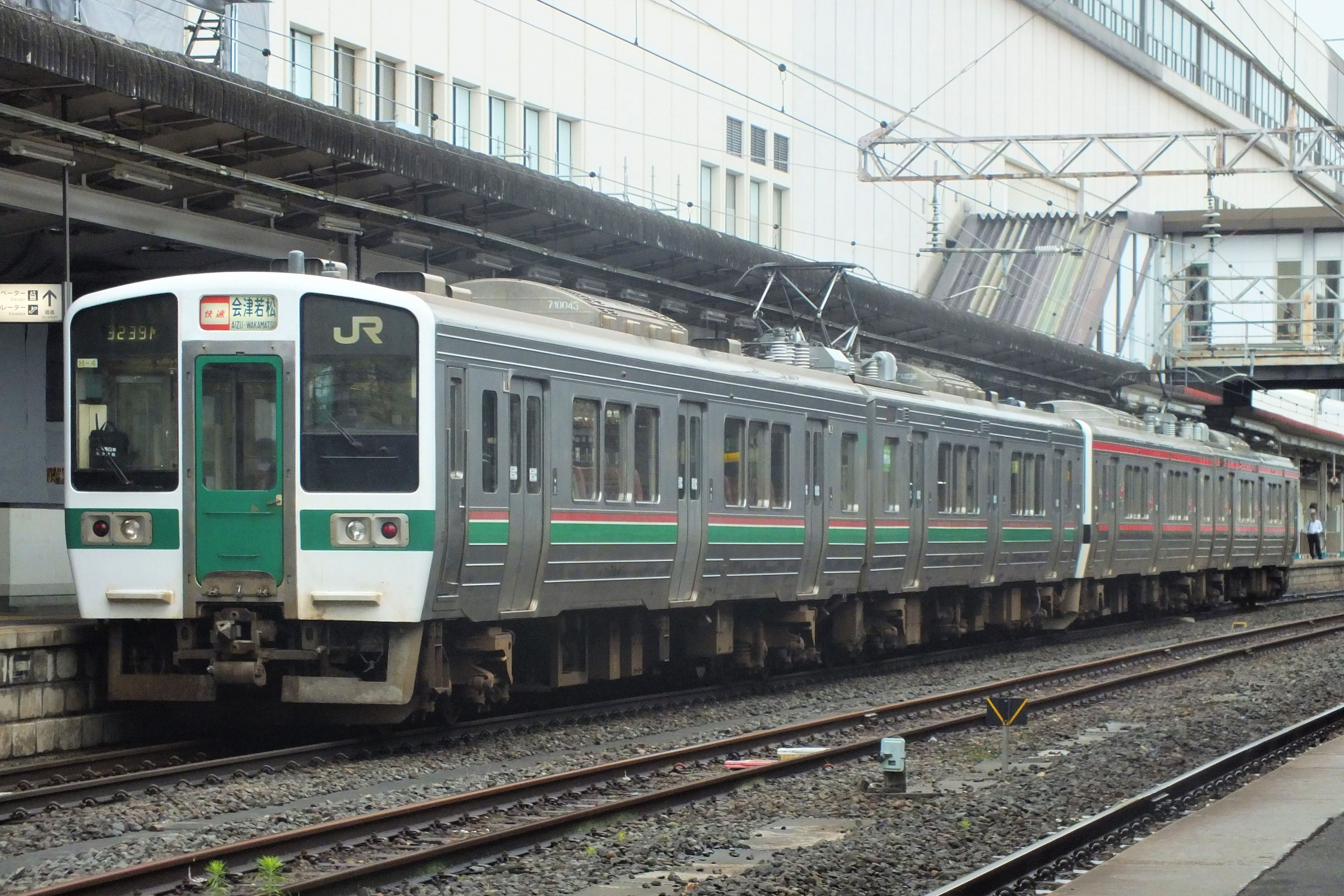
719系による磐越西線快速列車代走。 (H-4・H-15編成)

### 秋田地区
- 奥羽本線:（院内駅 - 追分駅間）
  - 2017（平成29）年7月28日から普通列車運用に使用[19]されていたが、2019（令和元）年11月20日をもって定期運用から離脱した。

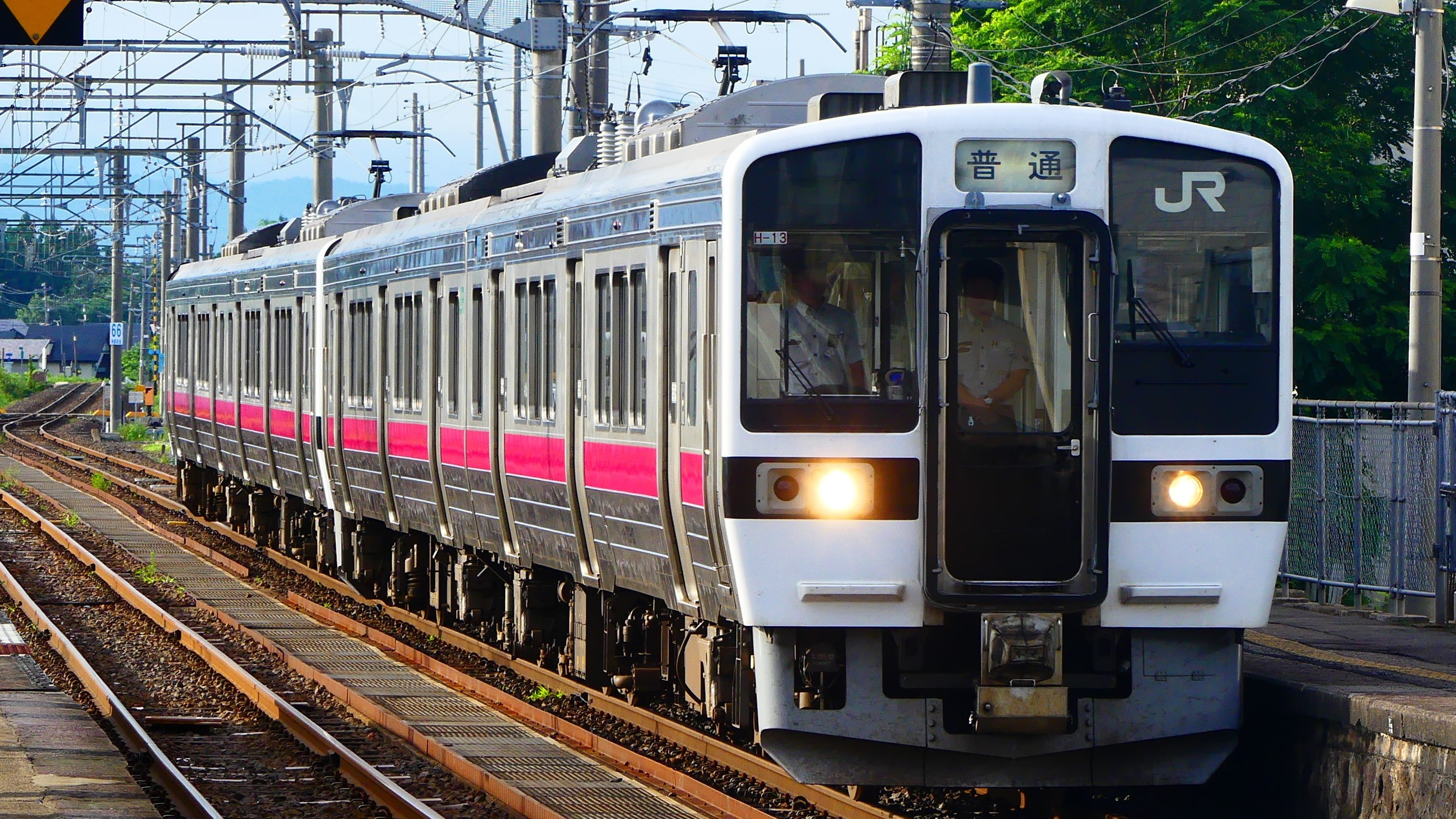
大曲駅に入線する719系。

### 「フルーティア」編成の運用
- 2023（令和5）年12月24日最終運行。2024（令和6）年3月に解体[15]。

- 磐越西線：郡山 - 会津若松[JR東 3] - 喜多方
  - フルーティアふくしま1号 - 4号：主に春 - 秋期に0番台の定期快速列車に併結される形で、午前と午後に1往復ずつ運転。
  - 2019（平成31）年4月6日からは喜多方まで延長運転。フルーティア単独運行、1往復のみの運用となる。
- 磐越西線：喜多方 - 郡山
  - 2016（平成28）年11月3日、23日、2017（平成29）年11月23日に運転[JR東 4]。
- 東北本線：郡山 - 仙台
  - フルーティアふくしま91号・92号：主に冬期に臨時列車として郡山発午前・仙台発午後で運転[JR東 5]。
- 常磐線：原ノ町 - 仙台
  - 2016（平成28）年12月11日に運転[JR東 6]。
  - 2022（令和4）年5月5日、12月24日、25日に運転[20]。
  - 2023（令和5）年8月4日運転[21]　これが最後の常磐線入線となった。

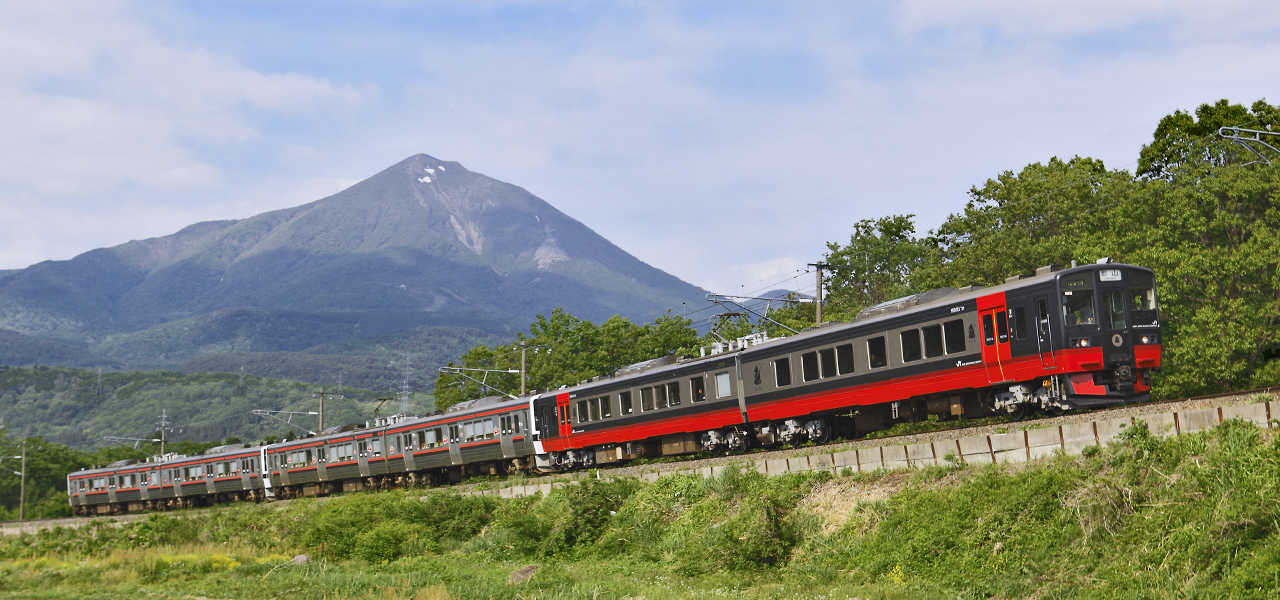
磐越西線700番台+0番台
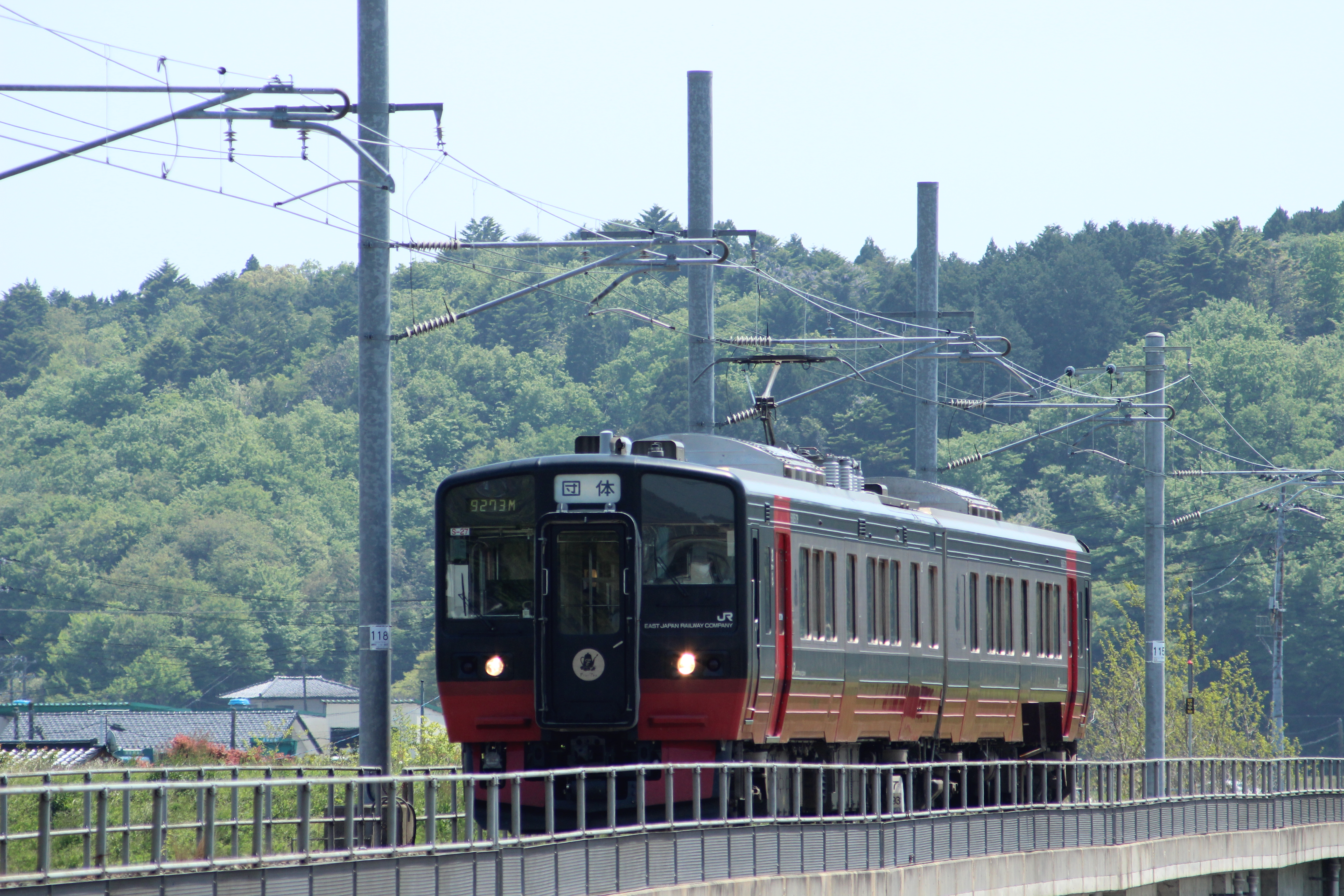
常磐線原ノ町駅～鹿島駅間（2022年5月5日）
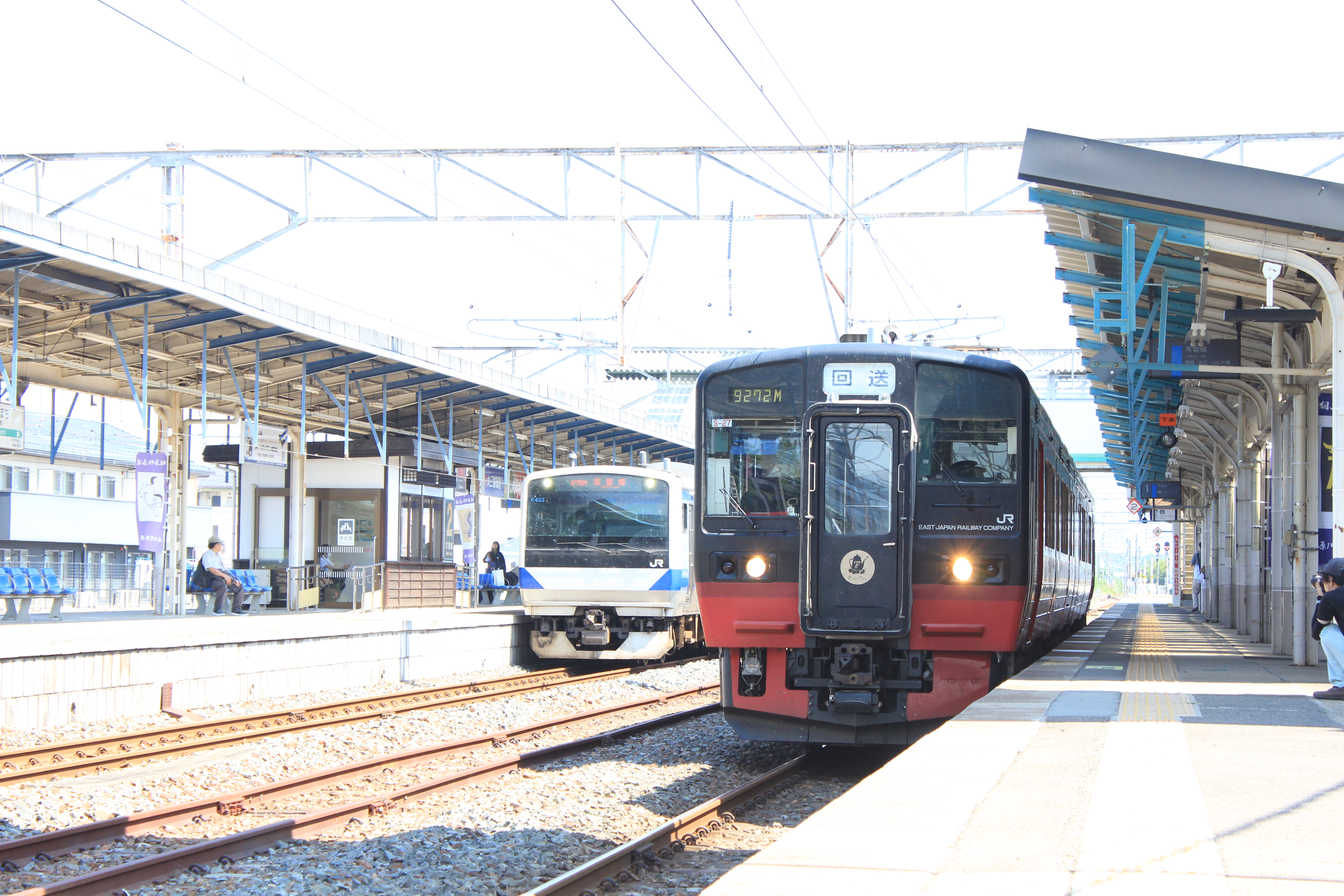
E531系との並び　原ノ町駅（2023年8月4日）

## 車歴表
- 製造…東急：東急車輛製造、日車：日本車輌製造
- 改造所…郡山：郡山総合車両センター
- 配置…仙台：仙台車両センター[注 8]、山形：山形新幹線車両センター[注 9]、秋田：秋田車両センター